# 목일중학교
목일중학교(木一中學校)는 대한민국 서울특별시 양천구에 있는 공립 중학교이다.

## 학교 연혁
- 1986년 12월 17일 : 목일중학교 설립 인가(36학급)
- 1987년 3월 1일 : 제1대 박재룡 교장 취임
- 1987년 3월 3일 : 제1회 입학식 720명(남 6학급, 여 6학급)
- 1990년 2월 14일 : 제1회 졸업식 716명(남 356명, 여 360명)
- 1990년 12월 1일 : 후관 36교실 증축
- 2000년 6월 25일 : 다목적실 준공(165m2)
- 2017년 6월 23일 : 목일관 2층 증축
- 2022년 3월 1일 : 제14대 경종록 교장 취임
- 2022년 3월 2일: 제 35회 입학(14학급)
- 2023년 2월 3일 : 제34회 졸업식 430명(총 22,274명)
- 2023년 3월 2일 : 제37회 입학(405명 14학급)
- 2023년 9월: 제 15대 노시현 교장 취임

## 참고 자료
- 목일중학교 - 한국교육학술정보원 학교알리미